# Білоусівка (Берестинський район)
Білоу́сівка —  село в Україні, у Берестинському районі Харківської області. Населення становить 82 осіб. Орган місцевого самоврядування — Станичненська сільська рада.

## Населення

### Мова
Розподіл населення за рідною мовою за даними перепису 2001 року:
| Мова       | Кількість | Відсоток |
| ---------- | --------- | -------- |
| українська | 80        | 97.56%   |
| російська  | 2         | 2.44%    |
| Усього     | 82        | 100%     |

## Географія
Село Білоусівка знаходиться на відстані 6 км від річки Вільхуватка. По селу протікає пересихаючий струмок. На відстані 1 км розташовані села Станичне, Печіївка і Дерегівка (Харківський район). Поруч проходить автомобільна дорога М18 (E105). Біля села проходить залізниця, найближчі станції Станиця і Караван (4,5 км).